# Loes Adegeest
Loes Adegeest   (Wageningen, 7 d'agost de 1996) és una ciclista de carretera neerlandesa que, actualment, competeix amb l'FDJ-Suez, un dels equips UCI Women.

## Trajectòria
Abans d'iniciar la pràctica del ciclisme, Adegeest era una patinadora de velocitat; però, el 2015 va començar a competir en ciclisme pel seu compte, tot compaginant-ho amb el patinatge. El 2016 es va incorporar al Nwvg Bathoorn/Wv de Kannibaal; però la temporada següent va tornar a competir sense equip. Tot i això, va aconseguir quedar segona a l'Omloop van de IJsseldelta. El 2018 va competir tant amb el NWV Groningen com amb l'equip nacional. A banda, va aconseguir bons resultats en pista.
El 2019 va fitxar pel seu primer equip professional, el Parkhotel Valkenburg, i va debutar a l'UCI Women's World Tour, tot i que no va poder acabar cap de les tres clàssiques en què va participar. El 2020 i 2021 va córrer amb l'equip amateur neerlandès Jan van Arckel. Això li va permetre guanyar la contrarellotge NK per a dones d'elit sense contracte a Emmen el juny de 2021 i, el 30 d'octubre, la NK per a dones d'elit sense contracte a la carretera, al Vamberg. Aquell any també va guanyar el Gran Premi Vermarc a Leefdaal, Bèlgica, el 31 de juliol i va acabar tercera al Rás na mBan irlandès (de 5 etapes) al setembre, guanyant la 2a etapa.
El 2022 va fitxar per l'equip irlandès IBCT. L'1 de gener va disputar la seva última competició de patinatge i, al febrer, va guanyar el campionat mundial d'e-sports de ciclisme, organitzat per la Unió Ciclista Internacional (UCI) i celebrat virtualment al Central Park de Nova York, representant l'equip Aeonian Race Team. Més tard, va guanyar la classificació de la muntanya al Lotto Belgium Tour i, al juliol, el criterium Daags na de Tour. Al setembre va guanyar la tercera etapa del Tour de l'Ardecha, fet que va permetre que vestís el mallot de líder, tot i que, finalment, va acabar segona de la general.
El 2023, va fitxar per l'equip de la màxima categoria UCI FDJ-Suez i, al gener, va aconseguir la seva primera victòria a l'UCI Women's World Tour quan es va imposar a la Cadel Evans Great Ocean Road Race. El mes següent va revalidar el títol d'e-sports. Durant la temporada, va competir a la Vuelta a Espanya i al Tour de França, en el que suposava el seu debut en una Gran Volta, i va guanyar la classificació de la muntanya del Tour de Romandia.
La temporada següent va fer el seu debut al Giro, la tercera gran volta que li mancava disputar. Va fer un paper discret a nivell de resultats individuals, ja que tot just va aconseguir la victòria a la Ronde van Honselersdijk, prova que celebrava la seva primera edició, i el premi a la combativitat a la cinquena etapa del Tour de França, prova on també va quedar tercera a la contrarellotge individual de la tercera etapa.

## Palmarès
- 2021
  - 1a a la contrarellotge NK per a dones d'elit sense contracte
  - 1a al Gran Premi Vermarc
  - 1a a la prova en línia NK per a dones d'elit sense contracte
  - Guanyadora d'una etapa al Rás na mBan
- 2022
  -  1a al campionat mundial d'esports de ciclisme de la UCI
  - 1a de la classificació de la muntanya a la Volta a Bèlgica
  - Guanyadora d'una etapa al Tour de l'Ardetxa
- 2023
  - 1a a la Cadel Evans Great Ocean Road Race Women
  -  1a al campionat mundial d'esports de ciclisme de la UCI
- 2025
  - Guanyadora d'una etapa a la Volta Ciclista a Catalunya

### Resultats a les Grans Voltes

#### Giro d'Itàlia
- 2024. 62a posició de la classificació general
- 2025: Abandona a la 7a etapa

#### Tour de França
- 2023. Abandona (7a etapa)
- 2024. 53a posició de la classificació general

#### Volta a Espanya
- 2023. 14a posició de la classificació general
- 2025: Abandona (4a etapa)